# 若兹朗
若兹朗（法語：Jozerand，法語發音：[ʒozʁɑ̃]）是法国多姆山省的一个市镇，位于该省北部，属于里永区。

## 地理
若兹朗（46°1'32"N, 3°5'49"E）面积10.76 平方千米，位于法国奥弗涅-罗讷-阿尔卑斯大区多姆山省，该省份为法国中南部省份，北起阿列省接壤，东临卢瓦尔省，南至上盧瓦爾省和康塔爾省，西接科雷兹省和克勒兹省。
与若兹朗接壤的市镇（或旧市镇、城区）包括：孔布龙德、阿尔托讷、尚村、蒙塞勒、圣阿古兰、圣伊莱尔拉克鲁瓦。
若兹朗的时区为UTC+01:00、UTC+02:00（夏令时）。

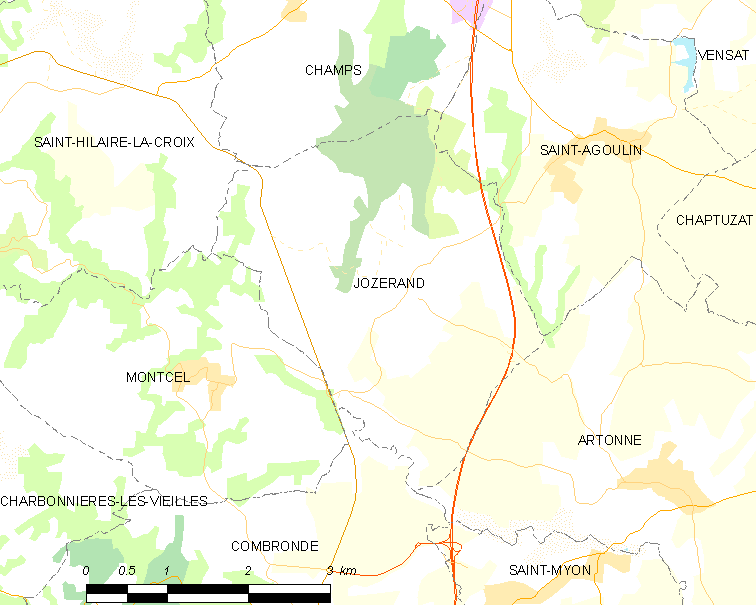
若兹朗的OSM定位图

## 行政
若兹朗的邮政编码为63460，INSEE市镇编码为63181。

## 政治
若兹朗所属的省级选区为圣乔治德蒙斯县。

## 人口

1962-2008年间若兹朗人口变化图示

若兹朗于2022年1月1日时的人口数量为564人。